# Essigny-le-Grand
Essigny-le-Grand és un municipi francès situat al departament de l'Aisne i a la regió dels Alts de França. L'any 2007 tenia 1.135 habitants.

## Demografia

### Població
El 2007 la població de fet d'Essigny-le-Grand era de 1.135 persones. Hi havia 424 famílies de les quals 76 eren unipersonals (24 homes vivint sols i 52 dones vivint soles), 168 parelles sense fills, 160 parelles amb fills i 20 famílies monoparentals amb fills.
La població ha evolucionat segons el següent gràfic:
Habitants censats

### Habitatges
El 2007 hi havia 450 habitatges, 434 eren l'habitatge principal de la família, 6 eren segones residències i 10 estaven desocupats. 449 eren cases i 1 era un apartament. Dels 434 habitatges principals, 378 estaven ocupats pels seus propietaris, 52 estaven llogats i ocupats pels llogaters i 4 estaven cedits a títol gratuït; 10 tenien dues cambres, 49 en tenien tres, 121 en tenien quatre i 254 en tenien cinc o més. 317 habitatges disposaven pel capbaix d'una plaça de pàrquing. A 191 habitatges hi havia un automòbil i a 217 n'hi havia dos o més.

### Piràmide de població
La piràmide de població per edats i sexe el 2009 era:
| Homes | Edats   | Dones |
| ----- | ------- | ----- |
| 0     | 95 o +  | 0     |
| 0     | 90 a 94 | 4     |
| 0     | 85 a 89 | 4     |
| 8     | 80 a 84 | 4     |
| 12    | 75 a 79 | 20    |
| 16    | 70 a 74 | 16    |
| 28    | 65 a 69 | 20    |
| 16    | 60 a 64 | 32    |
| 32    | 55 a 59 | 28    |
| 68    | 50 a 54 | 52    |
| 60    | 45 a 49 | 104   |
| 56    | 40 a 44 | 28    |
| 36    | 35 a 39 | 44    |
| 20    | 30 a 34 | 40    |
| 36    | 25 a 29 | 44    |
| 28    | 20 a 24 | 24    |
| 84    | 15 a 19 | 52    |
| 36    | 10 a 14 | 56    |
| 16    | 5 a 9   | 52    |
| 28    | 0 a 4   | 32    |

## Economia
El 2007 la població en edat de treballar era de 769 persones, 546 eren actives i 223 eren inactives. De les 546 persones actives 510 estaven ocupades (274 homes i 236 dones) i 36 estaven aturades (16 homes i 20 dones). De les 223 persones inactives 80 estaven jubilades, 64 estaven estudiant i 79 estaven classificades com a «altres inactius».

### Ingressos
El 2009 a Essigny-le-Grand hi havia 435 unitats fiscals que integraven 1.157 persones, la mediana anual d'ingressos fiscals per persona era de 20.139 €.

### Activitats econòmiques
Dels 45 establiments que hi havia el 2007, 3 eren d'empreses extractives, 2 d'empreses alimentàries, 2 d'empreses de fabricació de material elèctric, 4 d'empreses de fabricació d'altres productes industrials, 10 d'empreses de construcció, 10 d'empreses de comerç i reparació d'automòbils, 1 d'una empresa de transport, 2 d'empreses d'hostatgeria i restauració, 1 d'una empresa financera, 2 d'empreses de serveis, 5 d'entitats de l'administració pública i 3 d'empreses classificades com a «altres activitats de serveis».
Dels 15 establiments de servei als particulars que hi havia el 2009, 1 era una oficina de correu, 2 tallers de reparació d'automòbils i de material agrícola, 4 lampisteries, 5 electricistes, 2 perruqueries i 1 restaurant.
Dels 3 establiments comercials que hi havia el 2009, 1 era una botiga de menys de 120 m², 1 una fleca i 1 una joieria.
L'any 2000 a Essigny-le-Grand hi havia 6 explotacions agrícoles que ocupaven un total de 738 hectàrees.

## Equipaments sanitaris i escolars
L'únic equipament sanitari que hi havia el 2009 era una farmàcia.
El 2009 hi havia una escola elemental.

## Poblacions més properes
El següent diagrama mostra les poblacions més properes.